# Caroline Craig
 Caroline Craig (Melbourne, 30 de abril de 1975) es una actriz y directora australiana, conocida principalmente por su participación en las series Underbelly.

## Biografía
Su padre es psicólogo y su madre dentista. Se graduó en 1999 en la prestigiosa escuela australiana National Institute of Dramatic Art "NIDA"; en 2009 fue tutora.
En febrero de 2014, se casó con Callum Finlayson, con quien tuvo una hija, Elizaebth Finlayson, en abril de 2014.

## Carrera
Fue miembro de una banda llamada "Vinyl Discharge".
En 2000 se unió al elenco principal de la serie policíaca Blue Heelers, donde interpretó a la sargento de la policía Theresa "Tess" Gallagher hasta 2003. En 2008 apareció en la primera temporada de Underbelly, donde interpretó a la detective del grupo Task Force Purana Jacqui James. Desde el inicio de esta serie, Caroline ha participado en las cinco temporadas como narradora de las historias.
En 2011 interpretó de nuevo a la oficial de policía Jacqui James ahora en la película para la televisión Underbelly Files: Tell Them Lucifer Was Here. En 2014 se unirá al elenco principal de la miniserie ANZAC Girls, donde interpretará a Grace Wilson.

## Filmografía

### Series de televisión
| Año         | Título             | Personaje         | Notas                       |
| ----------- | ------------------ | ----------------- | --------------------------- |
| 2014        | ANZAC Girls        | Grace Wilson      | 6 episodios - miniserie     |
| 2011        | Rescue Special Ops | Sheree O'Brien    | episodio "Break Out"        |
| 2010        | Sleuth 101         | Bridget Wilmott   | episodio "A Tan to Die For" |
| 2008        | Underbelly         | Jacqui James      | 13 episodios                |
| 2006 - 2007 | Orange Roughies    | Chloe Meachen     | 8 episodios                 |
| 2000 - 2003 | Blue Heelers       | Theresa Gallagher | 139 episodios               |

### Películas
| Año  | Título                                       | Personaje      | Notas                                                                                                 |
| ---- | -------------------------------------------- | -------------- | --- |
| 2012 | Dangerous Remedy                             | Barbara Wainer | junto a Maeve Dermody, Susie Porter, Gary Sweet, William McInnes, Chris Haywood & Mark Leonard Winter |
| 2011 | Underbelly Files: Tell Them Lucifer Was Here | Jacqui James   | junto a Paul O'Brien, Todd Lasance, Brett Climo, Jane Allsop, Ditch Davey & Don Hany                  |
| 2011 | Glossy                                       | Glossy/Billy   | junto a Caroline Lee, Ruth Hessey, Susie Ahern & Sammy Paul                                           |
| 2007 | Little Deaths                                | Vanessa        | junto a Simon Barbaro, Peter Barron, Abe Forsythe, Magda Szubanski y Mirrah Foulkes                   |
| 2007 | Bastard Boys                                 | Tali Bernard   | junto a Colin Friels, Geoff Morrell, Anthony Hayes, Dan Wyllie, Justine Clarke y Rhys Muldoon         |
| 2005 | The Heartbreak Tour                          | Jack           | junto a Toby Schmitz, Nathaniel Dean, Anthony Hayes, Damian Walshe-Howling y Hamish Michael           |
| 2005 | The Opposite of Velocity                     | Karen          | corto - junto a Tom Budge, Nathan Phillips y David Tredinnick                                         |

### Narradora
| Año  | Serie                                        | Notas                    |
| ---- | -------------------------------------------- | ------------------------ |
| 2012 | Underbelly: Badness                          | 8 episodios - narradora  |
| 2011 | Underbelly: Razor                            | 13 episodios - narradora |
| 2011 | Underbelly Files: Tell Them Lucifer Was Here | narradora                |
| 2010 | Underbelly: The Golden Mile                  | 13 episodios - narradora |
| 2009 | Underbelly: A Tale of Two Cities             | 13 episodios - narradora |
| 2008 | Underbelly                                   | 13 episodios - narradora |

### Directora
| Año  | Obra             | Notas            |
| ---- | ---------------- | ---------------- |
| 2011 | The Coming World | obra - directora |
| 2010 | S27              | obra - directora |

### Apariciones
| Año  | Programa         | Notas                                         |
| ---- | ---------------- | --------------------------------------------- |
| 2001 | The Weakest Link | concursante - episodio "Blue Heelers Special" |

### Video musical
| Año | Grupo       | Canción         | Notas                        |
| --- | ----------- | --------------- | ---------------------------- |
| -   | Silverchair | "Miss Love You" | apareció en el video musical |

### Teatro
| Año        | Obra                         | Personaje | Director (a)     | Teatro              | Notas                                                                  |
| ---------- | ---------------------------- | --------- | ---------------- | ------------------- | ---------------------------------------------------------------------- |
| 2012       | Yes, Prime Minister          | Claire    | -                | Comedy Theatre      | junto a John Lloyd Fillingham, Mark Owen-Taylor y Philip Quast         |
| 2011       | Stainless Steel Rat          | -         | Wayne Harrison   | York Theatre        | junto a Russell Smith, Peter Phelps y Darren Weller                    |
| 2011       | Loot                         | Fay       | -                | Sydney Theatre      | junto a Josh McConville, Robin Goldsworthy y William Zappa             |
| 2011       | Stainless Steel Rat          | -         | Wayne Harrison   | -                   | junto a Glenn Hazeldine, Marshall Napier y Peter Phelps                |
| 2011       | Speaking in Tongues          | Jane      | Sam Strong       | Griffin Theatre     | junto a Andy Rodoreda, Christopher Stollery y Lucy Bell                |
| 2011       | Pictures of Bright Lights    | Madre     | -                | Little Ones Theatre | junto a Eryn-Jean Norvill, Sam Chester y Kurt Phelan                   |
| 2010       | The Sweetest Thing           | Felicity  | Sarah Goodes     | Belvoir St. Theatre | junto a Vanessa Downing, Christopher Morris y Diana Glenn              |
| 2010       | Between Us                   | Sharyl    | Jennifer Don     | Ensemble Theatre    | junto a Ben Mortley, Damian de Montemas y Katharine Cullen             |
| 2009, 2010 | Optimism                     | -         | -                | Malthouse Theatre   | junto a Barry Otto, Iain Grandage, Amber McMahon y Francis Greenslade  |
| 2009       | Secret Bridesmaids' Business | Madrina   | Sioban Tuke      | Playhouse Theatre   | junto a Jacki Weaver, Marcus Graham, Rodger Corser y Kate Jenkinson    |
| 2009       | Shining City                 | Neasa     | Nicholas Pollock | Griffin Theatre     | junto a Alan Dukes, Ben Geurens y Laurence Coy                         |
| 2010       | S-27                         | -         | Nicholas Pollock | Stables Theatre     | -                                                                      |
| 2008       | The Pig Iron People          | April     | Craig Ilott      | Sydney Theatre      | junto a Glenn Hazeldine, Judi Farr, Danny Adcock y Jacki Weaver        |
| 2008       | Love Song                    | Molly     | Craig Ilott      | Melbourne Theatre   | junto a Greg Stone, Thomas Wright y Julia Zemiro                       |
| 2003, 2006 | Babes in the Woods           | Ruby      | Michael Kantor   | Playbox Theatre     | junto a Max Gillies, Eddie Perfect, Julie Forsyth y Diane Emry         |
| 2006       | 15 and Then Some             | -         | Toby Schmitz     | East Village Hotel  | junto a Toby Schmitz                                                   |
| 2005       | Hitchcock Blonde             | Nicola    | Gale Edwards     | Melbourne Theatre   | junto a Shane Bourne, Bille Brown, Jesse Spence y Fred Whitloc         |
| 2005       | Bed                          | -         | Brendan Cowell   | Sydney Theatre      | junto a Annie Byron, Thomas Campbell, Dan Wyllie y Hayley McElhinney   |
| 2004       | Twelfth Night                | Viola     | David Freeman    | Bell Shakespeare    | junto a Bille Brown, Linda Cropper y John Batchelor                    |
| 2003       | Falling Petals               | Tania     | Tom Healey       | Playbox Theatre     | junto a Phil Reichstein y Melia Naughton                               |
| 1999       | The Libertine                | -         | Richard Cottrell | Parade Theatre      | junto a Nathaniel Dean, Damon Gameau, Spencer McLaren y Toby Schmitz   |
| 1995       | King Lear                    | -         | -                | -                   | junto a Bridgette Burton y Daniela Farinacci                           |
| 1988       | Seven Little Australians     | Nell      | Comedy Theatre   | John O'May          | junto a John O'May, Alyce Platt, Michelle Pettigrove y Sean Delahuntyn |

## Premios y nominaciones
| Año  | Categoría                      | Premio      | Serie        | Resultado |
| ---- | ------------------------------ | ----------- | ------------ | --------- |
| 2001 | Most Popular New Female Talent | Logie Award | Blue Heelers | Nominada  |